# Norrbyskären
Die Norrbyskären sind eine schwedische Inselgruppe. Sie liegen im Bottnischen Meerbusen vor Hörnefors an der Mündung des Öreälven in der Gemeinde Umeå, im Västerbottens län.
Die Inselgruppe besteht aus zwei größeren Inseln, Stuguskär und Långgrundet sowie den kleineren Inseln Stengrundet, Blågrundet, Tannskär, Truthällan und Kalmarn. Auf Stuguskär liegen der Fähranleger, das Norrbyskärs Wärdshus und die ehemaligen Arbeiterwohnungen aus Backstein, auf Långgrundet das Sägewerk (heute ein Museum), die Kirche und die ehemaligen Arbeiterwohnungen aus Holz.
Auf den Norrbyskären wurden 1895 von Frans Kempe, dem Geschäftsführer von MoDo, ein dampfgetriebenes Sägewerk und gleichzeitig eine Arbeitersiedlung für die Arbeiter und ihre Familien gebaut. Das Sägewerk wurde 1952 stillgelegt und heute sind die Hauptinseln ein beliebtes Ziel für Touristen. Die Inselgruppe mit ihrer außergewöhnlichen Industrie- und Kulturgeschichte ist ein schwedisches Reichsinteresse. Die Inseln können am leichtesten mit der Fähre von Norrbyn aus erreicht werden.

## Geschichte
Am Öreälven gab es bei Håknäs seit 1750 ein Sägewerk. Im Jahr 1889 kaufte Frans Kempe dieses Sägewerk für die Mo och Domsjö AB. Sein Interesse galt in erster Hand nicht dem Sägewerk selbst, sondern den Abholzungsrechten für die umgebenden Wälder. Das Sägewerk auf Långgrundet  wurde 1895 gebaut und nach dem stillgelegten Sägewerk in Moliden benannt. Um das neue Sägewerk mit Arbeitskraft zu versorgen, wurden auf den Inseln Wohnungen, ein Laden, eine Schule und ein Gesundheitssystem errichtet.
Die Arbeiter waren von der Werksleitung abhängig, gleichzeitig hatten sie auf den Inseln teilweise große Privilegien. Jeder Arbeiter bekam eine kostenlose Wohnung, andere Privilegien waren von der Arbeiterklasse der man angehörte, abhängig. Anfang des zwanzigsten Jahrhunderts waren alle Wohnungen mit elektrischem Licht ausgestattet, was zur damaligen Zeit normalerweise ein Luxus der Reichen war. Andere Privilegien der Arbeiter waren ein gepflügtes Kartoffelfeld für die Familien, Holz und Zugang zu Wasch- und Baderäumen. Außerdem gab es eine Backstube, eine Werkstatt und eine Schule. Frans Kempe gelang es bis 1919, Gewerkschaften von den Inseln fernzuhalten, anstatt dessen bot er den Arbeitern vorteilhafte Voraussetzungen durch Renten-, Kranken- und Notkassen. Das Unternehmen unterhielt auf den Inseln auch eine Krankenschwester und eine Hebamme.
Allerdings gab es keine Kirche für die Arbeiter. MoDo bezahlte Steuern an die Gemeinde Nordmaling, es war jedoch weit zur dortigen Kirche. Daher beschloss Kempe, eine eigene Kirche zu bauen und ein Kirchspiel zu gründen. Als erstes wurde eine Kirche in Hörnefors gebaut, und dann wünschte man die Gründung eines eigenen Kirchspiels. Die Gemeinde Nordmaling stand dem ablehnend gegenüber, da man nicht einen Großteil seines Einkommens verlieren wollte. Die Regierung unterstützte jedoch den Vorschlag von MoDo, 1913 wurde das Kirchspiel Nordmaling geteilt und 1689 Personen wurden dem neuen Kirchspiel Hörnefors zugewiesen.
Die Blütezeit des Sägewerkes auf den Norrbyskären waren die 1920er Jahre, damals lebten fast 1400 Personen (Arbeiter und ihre Familien) im Hauptort Norrbyskär. Nationale und internationale Konkurrenz zusammen mit Rezessionen führten zur Verringerung der Produktion in den 1930er Jahren, bevor die Produktion 1952 komplett stillgelegt wurde. Heute lebt niemand mehr ganzjährig auf den Inseln.

## Tourismus
Seit den 1980er Jahren werden die Norrbyskären als Touristenziel und für Freizeithäuser benutzt. Im Sommer wohnen hier unter anderem Künstler, die jedes Jahr wiederkehren. Die Gaststätte Norrbyskärs Wärdshus bietet neben einem Restaurant auch Zimmer an. 1990 wurde mit dem Bau des Norrbyskärs museum begonnen, heute beherbergt es Fotos, Ausstellungen und ein Modell von den Inseln, wie sie um 1920 aussahen.
Auf der östlichen Seite der Insel Blågrundet betreibt der Christliche Verein Junger Menschen Vermietung von Räumen und eine Konferenzanlage. Hier werden auch Ferienlager im Rahmen von Konfirmationen abgehalten.